# Discodermia emarginata
Discodermia emarginata är en svampdjursart som beskrevs av Arthur Dendy 1905. Discodermia emarginata ingår i släktet Discodermia och familjen Theonellidae.
Artens utbredningsområde är havet utanför Indien. Utöver nominatformen finns också underarten D. e. lamellaris.